# Las Ánimas (Colorado)
Las Ánimas es un pueblo de Colorado, que es la capital y única municipalidad incorporada en el condado de Bent en los Estados Unidos de América. La población era de 2410 habitantes según el censo de los Estados Unidos del año 2010. Las Ánimas se localiza en sureste de Colorado, al este de Pueblo cerca del Fuerte Bent. Las Ánimas es la sede del Museo de Kit Carson.
Al suroeste de Las Ánimas cerca de la frontera estatal con Nuevo México se localiza el condado de Las Ánimas, cuya cabecera es la ciudad de Trinidad en el estado de Colorado.

## Geografía
Las Ánimas se localiza en las coordenadas 38°4′1″N 103°13′33″O / 38.06694, -103.22583.
De acuerdo a los datos de la Oficina del Censo de los Estados Unidos, la ciudad cuenta con una superficie de 3.3 km².

## Demografía
Según datos del censo del 2000 tenía una población de 2758 habitantes, 1091 viviendas y 716 familias residían en la ciudad. La densidad poblacional era de 825.5 habitantes por km². Contaba con 1,264 unidades habitacionales en una densidad promedio de 378.3/km². La composición étnica de la ciudad consistía de un 84.87% blancos, 0.91% negros, 2.86% indios americanos, 0.58% asiáticos, 15.34% de otras etnias y 5.44% de dos o más etnias. Los hispanos o latinos de cualquier etnia representaban un 42.60% de la población.
El ingreso medio para un hogar en la ciudad era de 26 157 dólares y el ingreso medio de una familia era de 29 815. Los hombres tenían un ingreso medio de 26 168 dólares contra los 23 250 dólares de las mujeres. El ingreso per cápita de la ciudad era de 13 893 dólares. Cerca del 19.7% de las familias y el 25.0% de la población vivían por debajo de la línea de pobreza, incluyendo el 39.3% de aquellos de menos de 18 y el 14.4% de más de 65 años.

## Historia
Las Ánimas está asentada sobre la ribera del río Arkansas, al oeste de donde el río Purgatorio se une al Arkansas.
Las leyendas que pasan de generación en generación sobre el origen de Las Ánimas, refieren que debe su nombre un grupo de conquistadores que fallecieron sin un cura. El nombre original en castellano eral la Ciudad de Las Ánimas Perdidas en el Purgatorio

## Galería

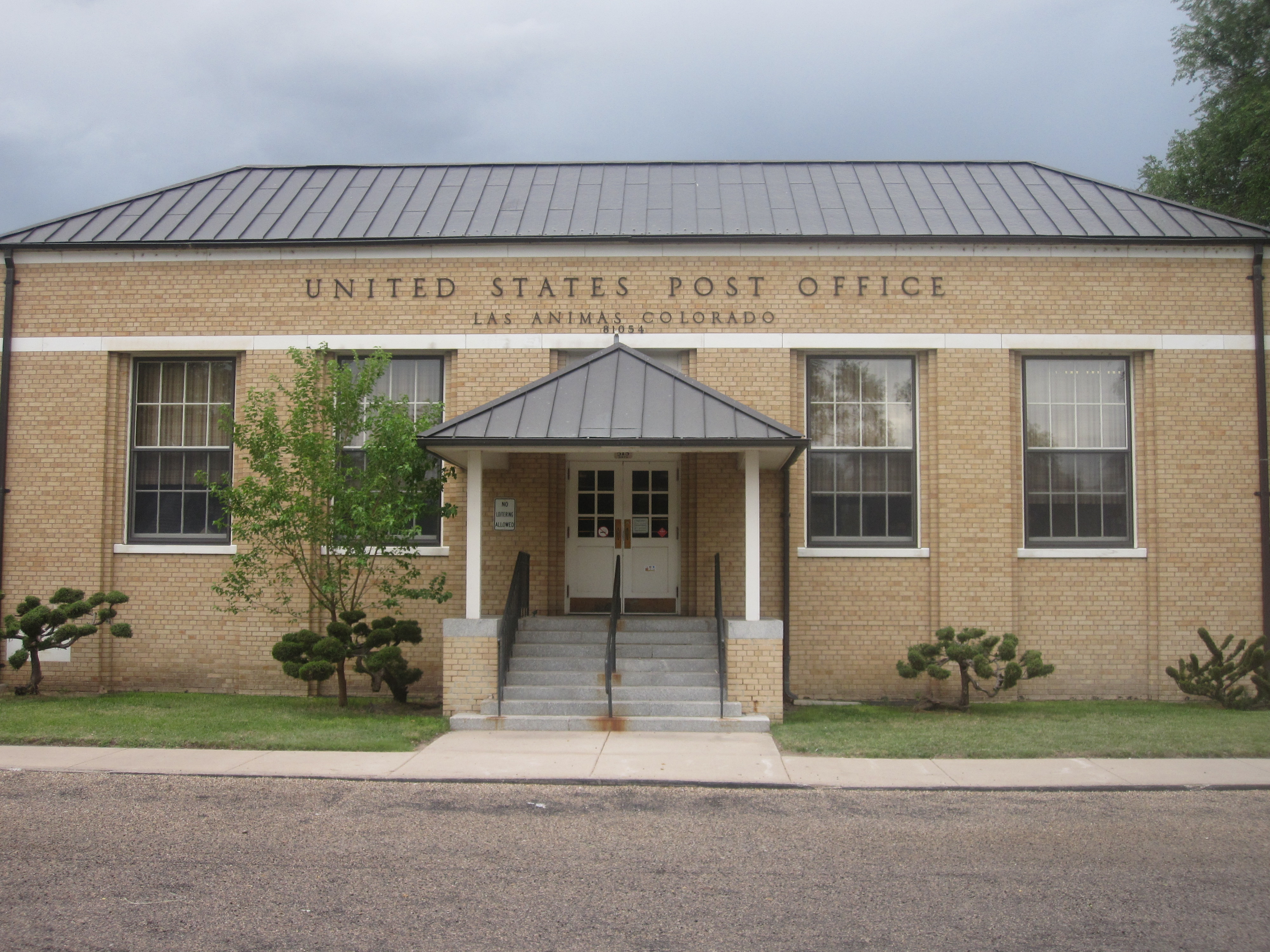
Oficina postal en Las Ánimas
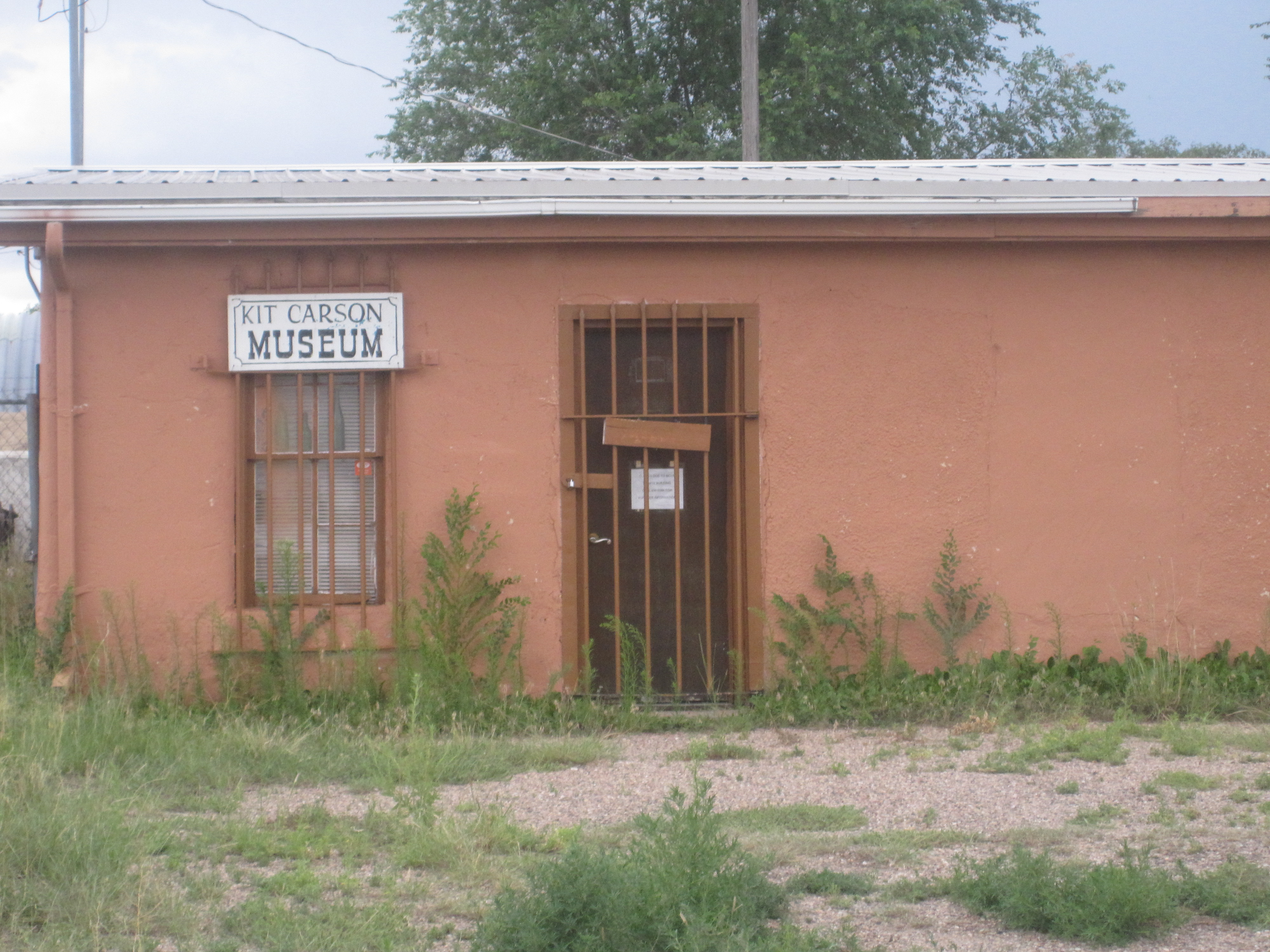
Museo de Kit Carson.
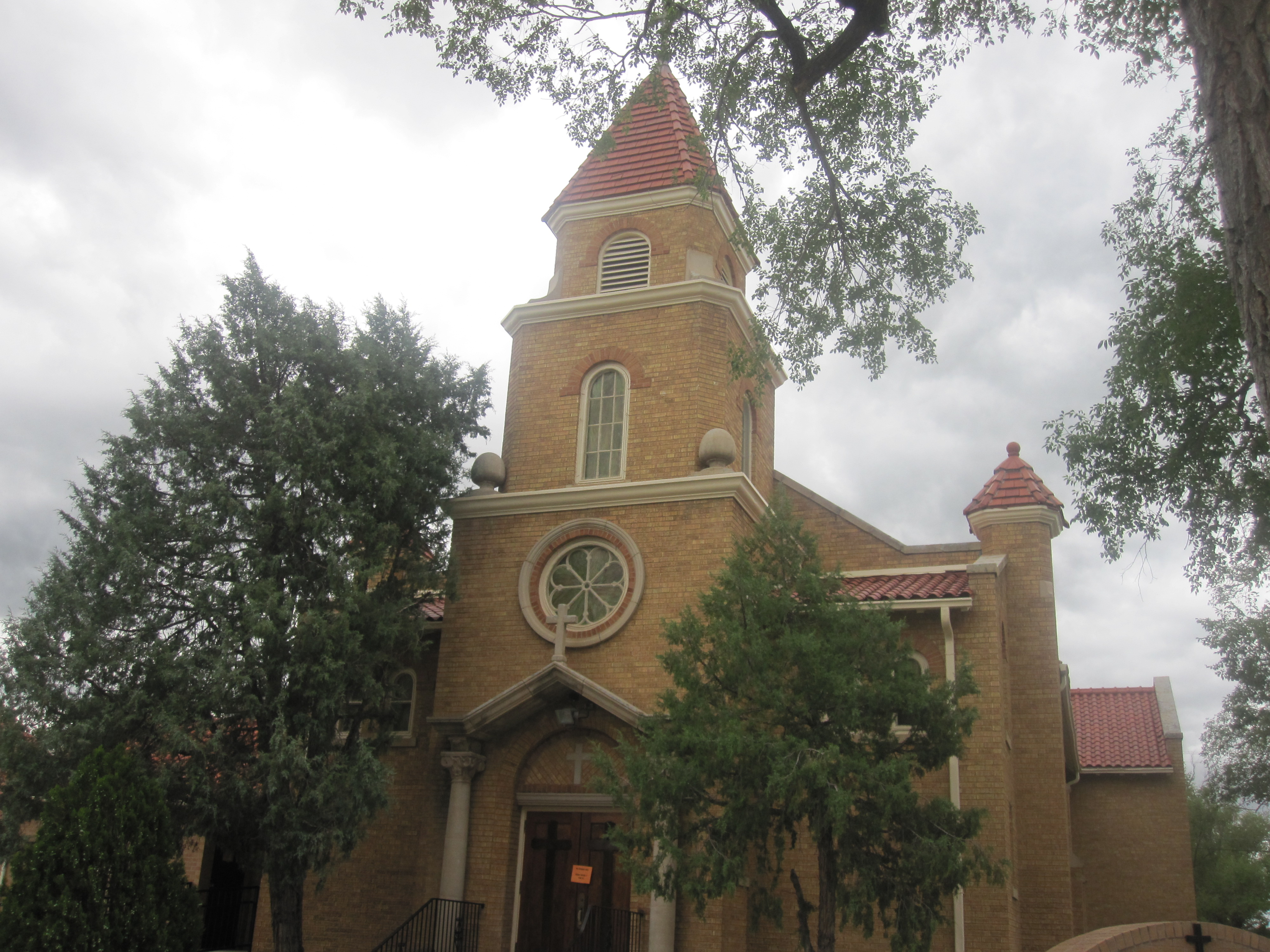
Iglesia católica de Santa María en Las Ánimas